# Nagasaki (prefektura)
Nagasaki (japanski: kanji 長崎県, romaji: Nagasaki-ken) je prefektura u današnjem Japanu. 
Nalazi se na krajnjem sjeverozapadu otoka Kyūshūa, na obalama Japanskog mora, mora Ariake i Istočnog kineskog mora. Nalazi se u chihōu Kyūshūu.
Glavni je grad Nagasaki.
Organizirana je u 4 okruga i 21 općinu. ISO kod za ovu pokrajinu je JP-42.
2009. u ovoj je prefekturi živjelo 1,440.727 stanovnika.
Simboli ove prefekture su cvijet rododendrona unzentsutsujija (Rhododendron serpyllifolium), drvo pjegavog čempresa (Chamaecyparis pisifera) i ptica patka mandarinka (Aix galericulata)).